# Naked City (ban nhạc)
Naked City là một ban nhạc avant-garde được thành lập bởi nghệ sĩ kèn saxophone và nhà soạn nhạc John Zorn. Ban nhạc hoạt động chủ yếu ở thành phố New York từ năm 1988 tới 1993. Âm nhạc của họ kết hợp các yếu tố của jazz, surf, nhạc cổ điển, heavy metal, grindcore, nhạc đồng quê, punk rock, và các thể loại âm nhạc khác.

## Thành viên ban nhạc
- John Zorn - alto saxophone
- Bill Frisell - guitar điện
- Fred Frith - guitar bass
- Wayne Horvitz - keyboards
- Joey Baron - trống
- Yamatsuka Eye - hát (1988–1992, 1993)

Biểu diễn trực tiếp
- Mike Patton - hát (1991 và 2003)

## Đĩa nhạc
- Naked City (1990)
- Torture Garden (1990)
- Grand Guignol (1992)
- Heretic (1992)
- Leng Tch'e (1992)
- Radio (1993)
- Absinthe (1993)
- Black Box (contains the albums Torture Garden and Leng Tch'e, originally released only in Japan) (1996)
- Naked City Live, Vol. 1: The Knitting Factory 1989 (2002)
- Naked City: The Complete Studio Recordings (Box Set) (2005)